# Campionati del mondo di ciclismo su pista 1946
I Campionati del mondo di ciclismo su pista 1946, quarantatreesima edizione della prova, si svolsero a Zurigo, in Svizzera, dal 24 agosto al 28 agosto 1946. Si disputarono cinque prove maschili, tre per professionisti e due per dilettanti, in tre specialità. Come di consueto, i campionati su pista furono immediatamente seguiti dai Mondiali su strada, sempre a Zurigo.

## Programma
Sabato 24 agosto
- Eliminatorie velocità dilettanti e professionisti
- Prima batteria mezzofondo - 100 km

Domenica 25 agosto
- Semifinali e finali velocità dilettanti e professionisti
- Quarti di finale inseguimento individuale dilettanti e professionisti
- Seconda batteria mezzofondo - 100 km

Martedì 27 agosto
- Semifinali e finali inseguimento individuale dilettanti e professionisti
- Terza batteria mezzofondo (ripescaggi) - 100 km

Mercoledì 28 agosto
- Finale mezzofondo - 100 km

## Medagliere
| Pos.   | Nazione     | Oro | Argento | Bronzo | Totale |
| ------ | ----------- | --- | ------- | ------ | ------ |
| 1      | Paesi Bassi | 2   | 0       | 2      | 4      |
| 2      | Francia     | 1   | 2       | 1      | 4      |
| 3      | Svizzera    | 1   | 1       | 0      | 2      |
| 4      | Italia      | 1   | 0       | 0      | 1      |
| 5      | Danimarca   | 0   | 2       | 1      | 3      |
| 6      | Svezia      | 0   | 0       | 1      | 1      |
| Totale | Totale      | 5   | 5       | 5      | 15     |

## Podi
| Eventi                            | Oro                       | Prestazione | Argento                     | Prestazione | Bronzo                         | Prestazione |
| Uomini Professionisti             |                           |             |                             |             |                                |             |
| Velocità dettagli                 | Jan Derksen Paesi Bassi   |             | Georges Senfftleben Francia |             | Arie van Vliet Paesi Bassi     |             |
| Inseguimento individuale dettagli | Gerrit Peters Paesi Bassi |             | Roger Piel Francia          |             | Arne Werner Pedersen Danimarca |             |
| Mezzofondo dettagli               | Elia Frosio Italia        | 1h29'09"2/5 | Jacques Besson Svizzera     |             | Louis Chaillot Francia         |             |
| Uomini Dilettanti                 |                           |             |                             |             |                                |             |
| Velocità dettagli                 | Oscar Plattner Svizzera   |             | Axel Schandorff Danimarca   |             | Cornelis Bijster Paesi Bassi   |             |
| Inseguimento individuale dettagli | Roger Rioland Francia     |             | Børge Gissel Danimarca      |             | Halle Janemar Svezia           |             |